# 700 Naval Air Squadron
700ème Escadron aéronaval
Le 700 Naval Air Squadron ou 700 NAS est un escadron d'essai expérimental du Fleet Air Arm de la Royal Navy. Il est basé à la Royal Naval Air Station Culdrose (RNAS Culdrose) en Cornouailles. L'escadron a été formé en 1940, dissout plusieurs fois et reformé la dernière fois en 2014.

## Historique

### Origine
Le 700 NAS a été formé à l'origine le 21 janvier 1940 au RNAS Hatston (HMS Sparrowhawk) aux Orcades dans le cadre d'un plan visant à centraliser les opérations des vols catapultés aux escadrons catapultés et à servir de quartier général pour tous les avions embarqués sur cuirassés et croiseurs - principalement les hydravions Supermarine Walrus,Fairey Seafox et Fairey Swordfish. L'équipement initial comprenait 42 Warlus ainsi que 11 Seafox et 12 Swordfish.

### Seconde guerre mondiale
Le 21 juin 1940, le Walrus "P5666" du 700 Squadron sur le croiseur HMS Manchester (15) trouve le cuirassé allemand Scharnhorst mais Le HMS Manchester ne l'engage pas.

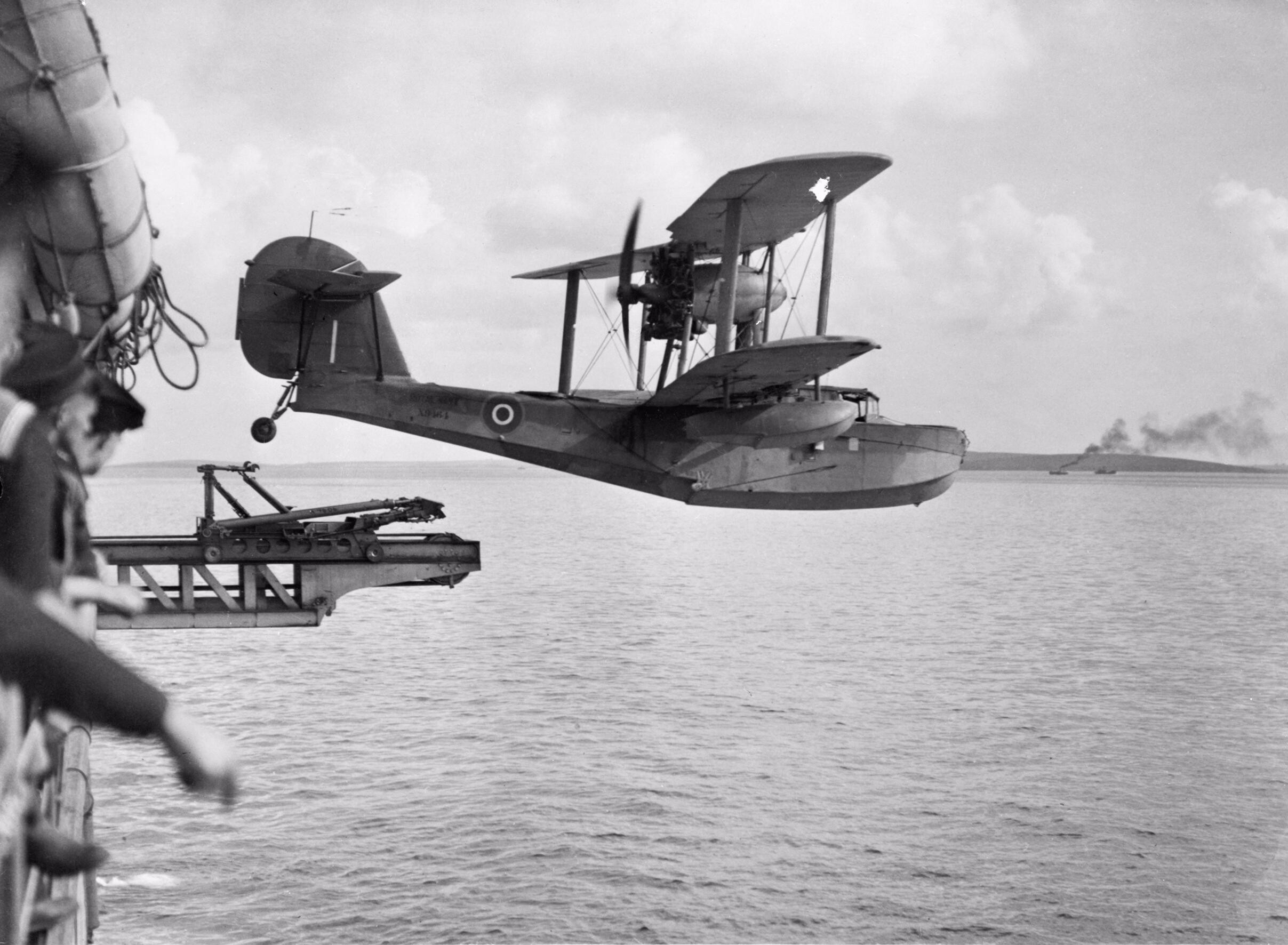
Catapultage d'un Warlus, en 1943

Le 25 septembre 1940, le Walrus "L2247", embarqué sur le HMAS Australia (D84), est abattu par des chasseurs du Régime de Vichy à Dakar et s'écrase en mer, les 3 membres d'équipage périssent.
Avant la bataille du détroit du Danemark, le Walrus "L2184" de 700 NAS du HMS Norfolk (78) a été endommagé par des tirs d'obus du Prinz Eugen le 23 mai 1941 alors qu'il était encore sur sa catapulte.
La dernière attaque réussie contre un sous-marin ennemi par un Walrus eut lieu le 11 juillet 1942, lorsque le Walrus "W2709" du 700 (Levant) NAS coula le sous-marin italien Ondina, ainsi que les navires de surface sud-africains Protea et le chalutier HMSAS Southern Maid, à l'est de Chypre.
Il y eut au moins cinq sous-marins ennemis confirmés coulés ou endommagés par des Warlus pendant la Seconde Guerre mondiale, dont le sous-marin français de Vichy Poncelet qui a été bombardé par le Walrus "L2268" du 700 NAS du HMS Devonshire (39) et attaqué par le HMS Milford (L51) le 7 novembre 1940 au large du Cameroun. Le sous-marin a été endommagé et contraint de se rendre, puis sabordé dans le golfe de Guinée. 
Le 700 NAS a été dissout en mars 1944, les pilotes étant transférés au 771 Naval Air Squadron (en), mais il a été reformé en tant qu'école de pilotes d'essai en octobre 1944.

### Après-guerre
Le 700 NAS est réapparu en août 1955 en tant qu'unité de Fleet Requirements par la fusion du 703 Naval Air Squadron et du 771 Naval Air Squadron (en). À partir de 1957, il était basé sur le RNAS Lee-on-Solent pour introduire l'hélicoptère Westland Whirlwind HAS.7.

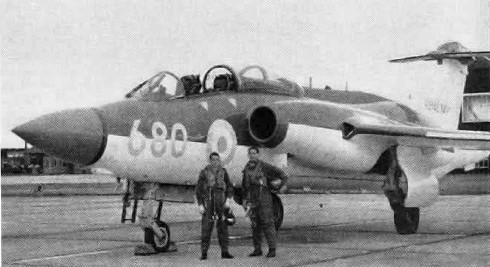
Un Buccaneer S.1 du 700Z NAS au RNAS Lossiemouth en 1961

L'escadron a mené des essais du De Havilland Sea Vixen sur le HMS Victorious (R38) et le HMS Centaur (R06) en 1958. À partir d'octobre 1959, au RNAS Yeovilton, l'escadron teste le Saro P.531 (en) de la société Saunders-Roe pour enquêter sur ce qui serait nécessaire pour introduire une toute nouvelle forme d'opération d'hélicoptère à la flotte qui a conduit au Westland Wasp.
En octobre 1960, les essais en vol d'atterrissage et de décollages du HMS Vengeance (R71) avec 27 lancements du turbopropulsé Fairey Gannet et 34 avec le Hawker Sea Hawk.
Le 700 NAS s'est de nouveau dissout au RNAS Yeovilton en juillet 1961.

### Intensive Flying Trials Units (IFTU)
Cependant, un certain nombre d'unités d'essais en vol intensifs ont ensuite été formées sous le titre «700 NAS», pour se préparer à la mise en service de nouveaux types d'avions. Ceux-ci fonctionnaient comme des unités indépendantes, chacune étant identifiée par une lettre suffixe après le numéro d'escadron (par exemple "700B").
Plusieurs de ces IFTU ont été formées pour l'introduction dans la Fleet Air Arm :
- 1960- ? : 700H NAS - Westland Wessex,
- 1961-63 : 700Z NAS - Blackburn Buccaneer,
- 1963-64 : 700V NAS - Westland Wessex HU.5 (en),
- 1963-64 : 700W NAS - Westland Wasp HAS.1,
- 1965- ? : 700B NAS - Blackburn Buccaneer S.2,
- 1967- ? : 700H NAS - Westland Wessex HAS.3 (en),
- 1968-69 : 700P NAS - McDonnell Douglas F-4 Phantom II,
- 1969-70 : 700S NAS - Westland Sea King HAS.1,
- 1976-77 : 700A NAS - Westland Lynx HAS.2,
- 1979-80 : 700A NAS - BAe Sea Harrier FRS.1,
- 1990-92 : 700L NAS - Lynx HAS.2,
- 1998 2008 : 700M NAS - Merlin HM.1
- 2009-2014 : 700W NAS - Wildcat HMA.2
- 2014 - ? : 700X NAS - Boeing ScanEagle, AeroVironment RQ-20 Puma (en)

### Années 2000
Plus récemment, l'escadron a été remis en service au RNAS Culdrose en décembre 1998 en tant qu'escadron 700M, avec pour rôle principal de tester et d'évaluer l'hélicoptère AgustaWestland EH101 Merlin. L'escadron s'est dissout le 31 mars 2008, transférant ses avions et son personnel au 824 Naval Air Squadron et formant également un nouveau groupe, le 824 OEU. 
L'escadron s'est reformé sous le nom de 700W  en mai 2009 au RNAS Yeovilton sous le nom de 'Lynx Wildcat Fielding Squadron pour une évaluation opérationnelle et une formation de conversion. L'escadron a été dissout en juillet 2014 lorsqu'il a été fusionné avec le 702 Naval Air Squadron (en) pour former le 825 Naval Air Squadron, la première unité Wildcat opérationnelle.
L'escadron fonctionne actuellement en tant que NAS 700X et entreprend des essais RPAS, et agit également en tant qu'unité mère pour les différents vols embarqués exploitant le drone Insitu Scan Eagle. En novembre 2019, 700 NAS ont testé deux nouveaux UAS, à savoir l' AeroVironment RQ-20 Puma et l' AeroVironment Wasp III.